# ロメオ y ジュリエッタ

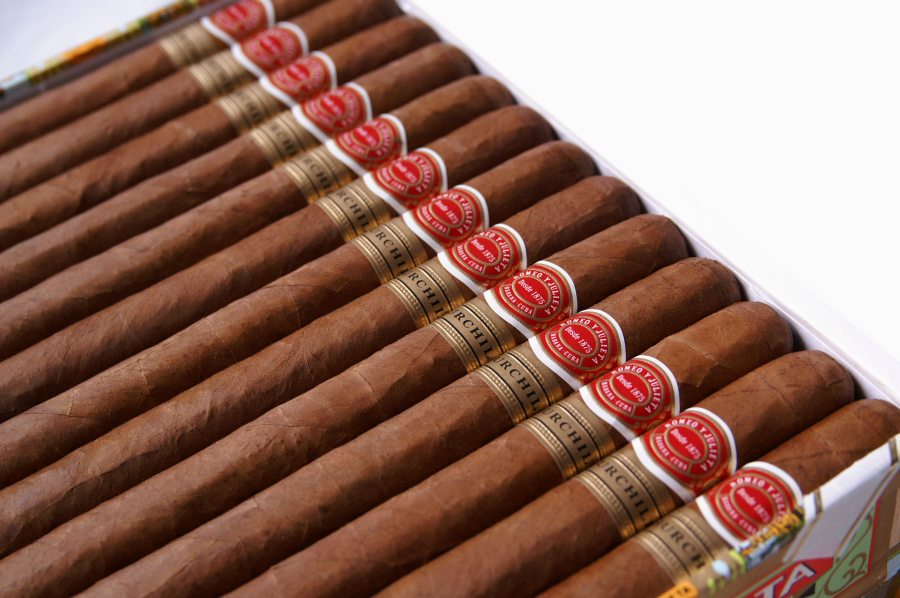
ロミオYジュリエッタの代表的な葉巻「チャーチル」

ロメオ y ジュリエッタ、スペイン語読みでロメオ・イ・フリエタ (Romeo y Julieta) とは、キューバ共和国で生産されている葉巻の銘柄の1つである。

## 概要
スペイン人実業家が1875年頃に発表した後、1903年に正式にロメオ・イ・フリエタ専門の工場を設立してブランドを確立した、歴史の長い老舗ブランドの1つである。
「ロミオとジュリエット」という名前の由来は、葉巻工場ではシガーを巻く職人たちが退屈しないよう、さまざまな物語を朗読する職種のLector（レクトール）がおり、この小説は彼らが読み上げる物語の中でもタバコ巻き職人（トルセドール）たちによってお気に入りの読み物の1つであったことに起因する。当時はスペイン市場への供給を目的としていたが、現在はコイーバ、パルタガスやモンテクリストと並び、キューバ産を代表する葉巻として世界的に認識されている。その名の通り、2人がベランダ越しに恋心を語る有名なシーンのイラストをトレードマークとしている。
メディアなどでの露出も多くソフトな香りをイメージさせるが、ミディアムボディからフルボディの濃い味わいが特徴とされ、比較的強めの中級者向け銘柄とされている。

## 種類
下記の表記は代表的な銘柄だが、小さめのペティコロナサイズ、木箱入りのミニシガリロまで種類は豊富である。

## その他
- 政治家ウィンストン・チャーチル愛用の葉巻としても知られ、この銘柄を咥えてピースサインを出している写真は多くの書籍や広告で使用されているほか、彼の葉巻にまつわる話は多く存在する。詳細は人物記事を参照。
- 優雅なブランドイメージからジェームズ・ボンド愛用の葉巻として設定されており、葉巻を収めるチューブケースなども007シリーズの劇中で小道具として登場した。
- 2004年から2009年まで紙巻たばこも販売されていた（国によっては現在でも販売されている）。パッケージに現在の警告文が入った最初の製品でもある。